# Banjarturi
Banjarturi is een bestuurslaag in het regentschap Tegal van de provincie Midden-Java, Indonesië. Banjarturi telt 4159 inwoners (volkstelling 2010).